# Ipiés
Ipiés ist ein spanischer Ort in der Provinz Huesca der Autonomen Gemeinschaft Aragonien. Ipiés, im Pyrenäenvorland liegend, gehört zur Gemeinde Sabiñánigo. Der Ort hatte im Jahr 2015 zehn Einwohner.

## Geographie
Der Ort liegt etwa acht Kilometer (Luftlinie) südlich von Sabiñánigo und ist über die N330 zu erreichen. 

## Sehenswürdigkeiten
- Pfarrkirche aus dem 17./18. Jahrhundert mit romanischen Resten[1]
- Reste des Klosters San Andrés De Fanlo[2]